# La Cluse-et-Mijoux

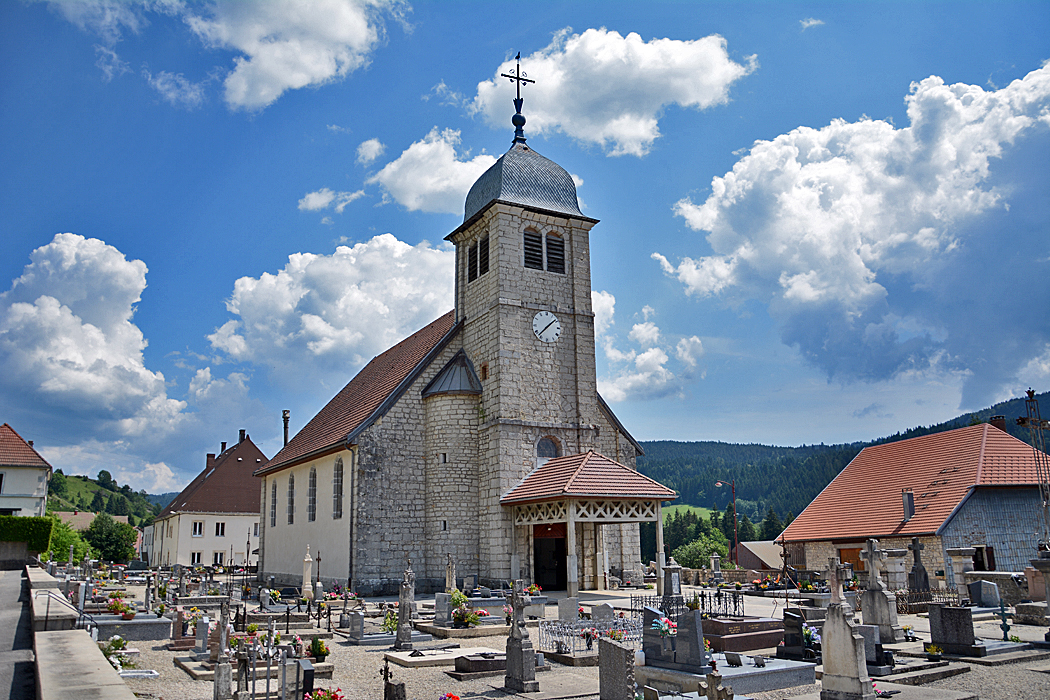
Pfarrkirche Saint-Pierre

La Cluse-et-Mijoux ist eine französische Gemeinde mit 1.317 Einwohnern (Stand: 1. Januar 2022) im Département Doubs in der Region Bourgogne-Franche-Comté.

## Geographie
La Cluse-et-Mijoux liegt auf 860 m über dem Meeresspiegel, etwa vier Kilometer südsüdöstlich der Stadt Pontarlier (Luftlinie). Das Dorf erstreckt sich im Jura, im Tal des Doubs, an einer Engstelle unterhalb des Château de Joux, am Südwestfuß der Montagne du Larmont, nahe der Grenze zur Schweiz.
Die Fläche des 22,50 km² großen Gemeindegebiets umfasst einen Abschnitt des französischen Juras. Der zentrale Teil des Gebietes wird vom Tal des Doubs eingenommen, das einen maximal ein Kilometer breiten flachen Talboden aufweist. Durch diese weite Talniederung mäandriert der Doubs und entwässert das Gebiet nach Norden. Im Talboden dehnen sich an verschiedenen Stellen Moorgebiete aus. Auf einem isolierten, teils felsigen Hügel inmitten des Tales befindet sich das Château de Joux. Im Westen wird das Doubstal von der Höhe der Montagne du Laveron (bis 1015 m) flankiert. Auf der Ostseite erhebt sich die Antiklinale der Montagne du Larmont.
Nach Osten erstreckt sich das Gemeindeareal in die breite Talschaft des Vallon des Verrières, das zum schweizerischen Val de Travers überleitet. Es wird vom Ruisseau de la Morte zum Doubs entwässert. Auch die südlich an diese Talmulde anschließenden Höhen des Mont des Verrières und der Roche Sarrasine gehören zur Gemeinde. Hier wird mit 1199 m die höchste Erhebung von La Cluse-et-Mijoux erreicht. Mit einem schmalen Streifen reicht der Gemeindeboden nach Süden in das enge Tal der Fontaine Ronde, das einer wichtigen, den Jura querenden Verwerfungslinie folgt. Während die Talniederung außerhalb der Sumpfgebiete weitgehend mit Wiesland bestanden ist, zeigen die Hochflächen ein lockeres Gefüge von Weideland und Wald.
Die Gemeinde La Cluse-et-Mijoux besteht aus verschiedenen Ortsteilen, Weilern und Hofgruppen, darunter:
- La Cluse (860 m) am östlichen Talrand des Doubs, am nördlichen Eingang in die schluchtartige Passage zwischen Château de Joux und Fort du Larmont Inférieur
- Le Frambourg (861 m), ein Verkehrsknotenpunkt am südlichen Eingang in die schluchtartige Passage zwischen Château de Joux und Fort du Larmont Inférieur
- Les Angles (860 m) am Südfuß des Hügels des Château de Joux
- La Gauffre (876 m) am Eingang in das Tal der Fontaine Ronde
- Chapelle Mijoux (996 m) auf einer Geländeterrasse am östlichen Talhang der Combe de la Fontaine Ronde
- Montpetot (995 m) auf einer Geländeterrasse unterhalb der Roche Sarrasine
- Le Creux (878 m) im Vallon des Verrières am Ruisseau de la Morte
- Les Gauffres-Dessous (945 m) am südlichen Talhang des Vallon des Verrières
- Les Brenets (1065 m) auf einer Verebnungsfläche am Südabhang der Montagne du Larmont

Nachbargemeinden von La Cluse-et-Mijoux sind Pontarlier im Norden, Verrières-de-Joux im Osten, Les Fourgs, Les Hôpitaux-Vieux und Montperreux im Süden sowie Oye-et-Pallet und Granges-Narboz im Westen.

## Geschichte

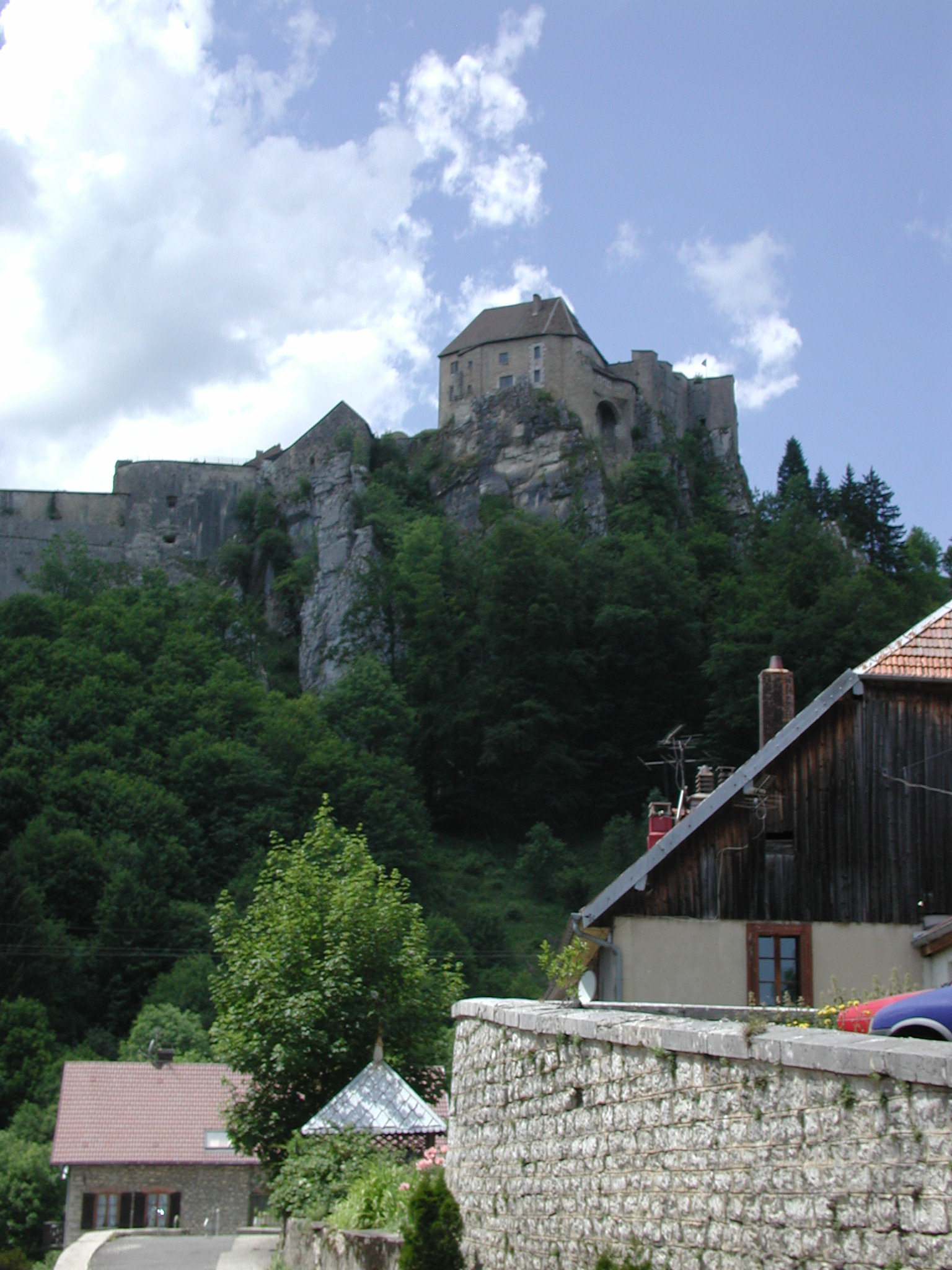
Château de Joux

Die Geschichte von La Cluse-et-Mijoux ist eng mit derjenigen des Château de Joux verbunden. Über die Anfänge dieser mittelalterlichen Burg ist nur sehr wenig bekannt. Erstmals urkundlich erwähnt wird die Burg im Jahre 1034, damals noch unter dem Namen Miroaltum Castrum. Sie gehörte der reichen Adelsfamilie de Joux, die seit jener Zeit eine wichtige Stellung zwischen der Freigrafschaft Burgund und den Waadtländer Herrschaften einnahm. Die Burg kontrollierte zwei wichtige Verkehrswege, welche den Jura querten. Am Fuß des Burgberges entwickelte sich im Mittelalter eine Siedlung. Im 15. Jahrhundert änderten sich die Besitzverhältnisse mehrmals, bevor die Burg 1507 an die Freigrafschaft Burgund gelangte. Während des Dreißigjährigen Krieges wurde sie 1639 von Truppen des Herzogs Bernhard von Sachsen-Weimar besetzt. Zusammen mit der Franche-Comté gelangten die Burg und La Cluse-et-Mijoux mit dem Frieden von Nimwegen 1678 an Frankreich. Nach Plänen von Vauban wurde das Château de Joux zu einer bedeutenden Grenzfestung ausgebaut und Standort einer Garnison. Seit der Zeit der Französischen Revolution bildeten La Cluse und Mijoux eine Doppelgemeinde.

## Sehenswürdigkeiten

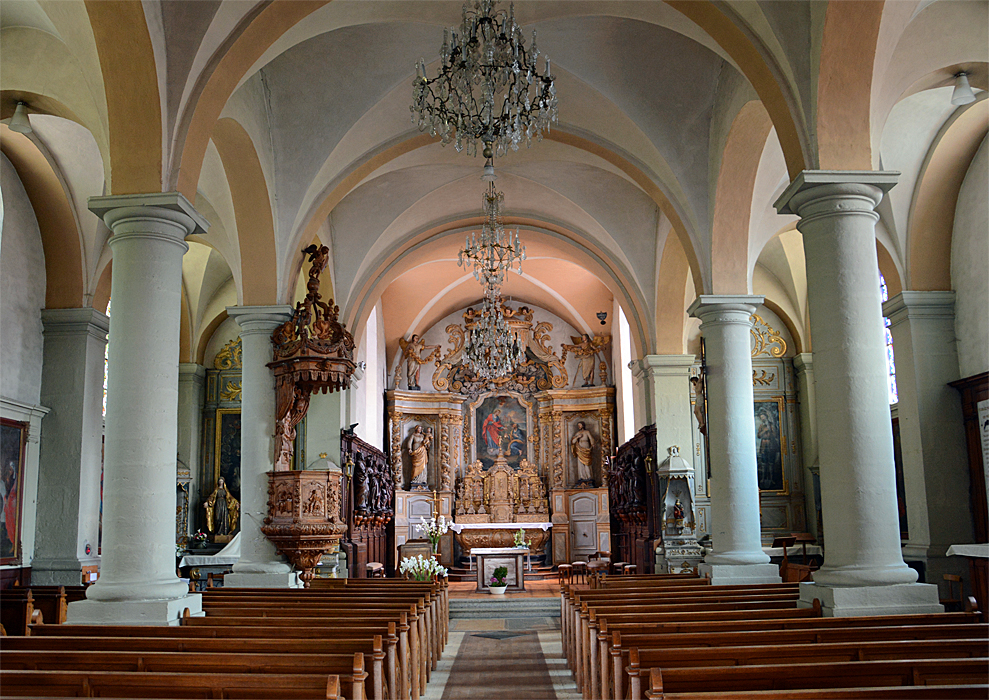
Pfarrkirche Saint-Pierre

Das Château de Joux auf seinem markanten Felshügel ist eine der bedeutendsten Sehenswürdigkeiten der Franche-Comté. Die ältesten Teile stammen aus dem 12. Jahrhundert; Ausbauten wurden im 15. und 16. Jahrhundert vorgenommen, während die Umwandlung zur Garnisonsfestung im 17. Jahrhundert unter Vauban geschah. Heute ist das Château de Joux von fünf Befestigungsringen umgeben. Ebenfalls zum Befestigungssystem des Fort de Joux zählt das Fort du Larmont Inférieur (auch Fort Mahler genannt), das auf 1010 m Höhe auf der östlichen Seite der Klus am Abhang der Montagne du Larmont liegt und von 1844 bis 1851 erbaut wurde.
Die Pfarrkirche Saint-Pierre wurde 1698 errichtet und 1734 vergrößert. In den Weilern Chapelle-Mijoux und Montpetot befinden sich Kapellen.

## Bevölkerung
| Jahr                       | 1962 | 1968 | 1975 | 1982 | 1990 | 1999 | 2006 | 2018 |
| Einwohner                  | 868  | 877  | 902  | 911  | 1067 | 1122 | 1158 | 1308 |
| Quellen: Cassini und INSEE |      |      |      |      |      |      |      |      |

Mit 1317 Einwohnern (1. Januar 2022) gehört La Cluse-et-Mijoux zu den kleineren Gemeinden des Départements Doubs. Nachdem die Einwohnerzahl in der ersten Hälfte des 20. Jahrhunderts abgenommen hatte (1906 wurden noch 995 Personen gezählt), wurde seit Mitte der 1950er Jahre wieder ein kontinuierliches Bevölkerungswachstum verzeichnet.

## Wirtschaft und Infrastruktur
La Cluse-et-Mijoux war lange Zeit ein vorwiegend durch die Landwirtschaft, insbesondere Milchwirtschaft und Viehzucht, sowie durch die Forstwirtschaft geprägtes Dorf. Heute lebt der Ort vom Tourismus. Daneben gibt es einige Betriebe des Klein- und Mittelgewerbes, unter anderem in den Branchen Nahrungsmittelindustrie, Baugewerbe und Holzverarbeitung. Mittlerweile hat sich das Dorf auch zu einer Wohngemeinde gewandelt. Viele Erwerbstätige sind Wegpendler, die in den größeren Ortschaften der Umgebung ihrer Arbeit nachgehen.
Die Ortschaft ist ein regionaler Verkehrsknotenpunkt im Jura. Sie liegt an der Hauptstraße N57, die von Pontarlier über den Col de Jougne nach Vallorbe führt. Im Ortsteil Le Frambourg befindet sich die Abzweigung der D67b, welche durch das Vallon des Verrières die Verbindung mit Neuenburg herstellt. Weitere regionale Straßenverbindungen bestehen mit Mouthe und Sainte-Croix. Die Gemeinde wird von der Bahnlinie durchquert, die von Pontarlier nach Neuenburg führt. Der mittlerweile stillgelegte Bahnhof war Abzweigungspunkt für die Seitenlinie Pontarlier – Jougne – Vallorbe. Heute ist La Cluse-et-Mijoux durch eine Buslinie mit Pontarlier verbunden.